# Campionat Europeu de Salts de 2013 – 10 metres plataforma masculí
La prova dels 10 metres plataforma masculí dels Campionat Europeu de Salts de 2013 es va disputar el dia 23 de juny amb una ronda preliminar i una ronda final.

## Resultats
La ronda preliminar es va disputar a les 12:00 i la final a les 16:30.
En verd els finalistes 
| Posició | Saltador                 | País       | Preliminar | Preliminar | Final     | Final   |
| Posició | Saltador                 | País       | Punts      | Posició    | Punts     | Posició |
| ------- | ------------------------ | ---------- | ---------- | ---------- | --------- | ------- |
| 1       | Oleksandr Bondar         | Ucraïna    | 480.15     | 1          | 521.45    | 1       |
| 2       | Patrick Hausding         | Alemanya   | 459.55     | 2          | 514.65    | 2       |
| 3       | Victor Minibaev          | Rússia     | 459.40     | 3          | 500.35    | 3       |
| 4       | Sergey Nazin             | Rússia     | 450.95     | 4          | 485.10    | 4       |
| 5       | Anton Zakharov           | Ucraïna    | 361.10     | 11         | 483.55    | 5       |
| 6       | Vadim Kaptur             | Belarús    | 429.15     | 5          | 471.70    | 6       |
| 7       | Andrea Chiarabini        | Itàlia     | 355.15     | 12         | 435.20    | 7       |
| 8       | Maicol Verzotto          | Itàlia     | 379.20     | 9          | 412.80    | 8       |
| 9       | James Denny              | Regne Unit | 386.75     | 8          | 405.10    | 9       |
| 10      | Daniel Goodfellow        | Regne Unit | 406.40     | 6          | 399.05    | 10      |
| 11      | Espen Valheim            | Noruega    | 368.95     | 10         | 369.15    | 11      |
| 12      | Dominik Stein            | Alemanya   | 390.10     | 7          | 342.15    | 12      |
| 16.5    | H09.5                    |            |            |            | 00:55.635 | O       |
| 13      | Jesper Tolvers           | Suècia     | 351.10     | 13         |           |         |
| 14      | Daniel Jensen            | Noruega    | 342.35     | 14         |           |         |
| 15      | Heikki Makikallio        | Finlàndia  | 300.15     | 15         |           |         |
| 16      | Cătălin Constantin Cozma | Romania    | 275.55     | 16         |           |         |